# Steuben megye (New York)
Steuben megye az Amerikai Egyesült Államokban, azon belül New York államban található. Megyeszékhelye Bath. Lakosainak száma 93 584 fő (2020. április 1.). Steuben megye Tioga, Potter, Allegany, Livingston, Ontario, Yates, Schuyler és Chemung megyékkel határos.

## Népesség
A megye népességének változása:
| Lakosok száma | 98 942 | 99 250 | 98 964 | 98 650 | 97 631 | 93 584 |
|               | 2010   | 2011   | 2012   | 2013   | 2015   | 2020   |